# 新燃岳

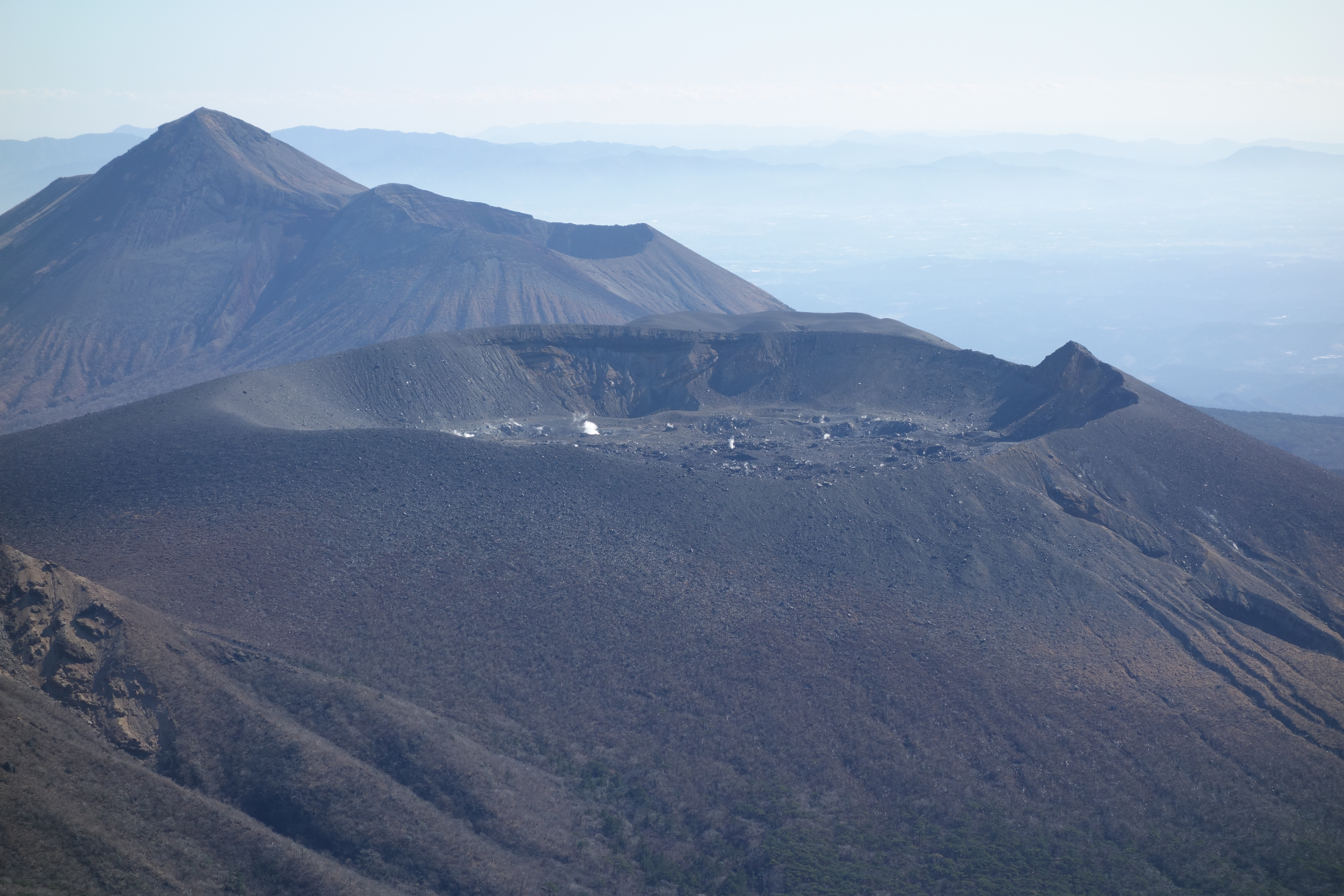
從韓國岳山眺望的新燃岳火山口

新燃岳火山 (日語：新燃岳) 是日本九州岛鹿儿岛县南部的一座活火山，海拔1420.77米，也是雾岛山火山群的一部分，自有记载以来一直喷发 。據推測，它形成於7,300至25,000年前。 三等三角點位於山頂的破火山口邊緣，火山口和破火山口位于鹿儿岛县雾岛市 。 山脊線橫跨宮崎縣小林市。
根據記錄，新燃岳火山曾於1716年、1717年、1771年、1822年、1959年、1991年、2008年、2009年、2011年、2017年、2018年、和2025年發生噴發。

## 概述
新燃岳火山是一座平緩傾斜的圓錐形火山，位於雾岛山最高峰韓國岳和高千穗峰（ 雾岛山东侧的圣山）之間，山頂有一個直徑750公尺的圓形火山口。在平成火山爆發前，火山口底部有一個直徑150公尺、深30公尺的藍綠色火山口湖「新明池」。地質由火成碎屑山丘組成，覆蓋在輝石和安山岩的基底山體上。
火山口南侧矗立着两座岩石山峰，被称为“兔耳”。 1934年（昭和9年）3月16日 ， 这座山脉被指定为雾岛屋久国立公园的特别保护区。
平成年间火山爆發前，從高千穗河原經由中岳有登山步道，山頂周圍的植被主要是芒草的草地，有些地方還有零星的灌木九州杜鹃花（ Rhododendron kiusianum ）。當時，火山作用也經常導致登山禁令的實施。

## 火山喷发歷史
為了方便起見，我們把距今10萬年前的時期分為古相活動期和新相活動期，前者比10萬年前新。至於古活動時期，一般認為該火山是在距今約15萬年前與韓國岳一起形成的。至於新燃岳火山，大約在10000年前開始形成，在5600年前、4500年前和2300年前也曾發生過普林尼式火山噴發，在周圍地區沉積了噴出物。史後活動開始於1716年。

### 1716年喷发
1716年至1717年的一系列噴發活動始於水蒸汽噴發，隨後演變為蒸汽岩漿噴發，並斷斷續續地持續了約一年半。火山碎屑沉降物釋放的岩漿量為0.07 DREkm3。火山爆發指數：VEI4。
享保年间的活動可分為七個時期：第一時期（1716年4月10日至5月7日）、第二時期（9月26日）、第三時期（11月9日）、第四時期（12月）、第五時期（1717年2月）、第六時期（3月至4月？）及第七月）、第五月（1717年2月）。在這一系列的火山爆發中，第三次火山爆發造成的傷亡和經濟損失最為嚴重，共造成5人死亡、31人受傷、神社和寺廟被毀、600多座房屋被毀、405頭牛和馬死亡。

### 1822年喷发
1822年1月12日（文政24年12月20日）早晨，山頂附近出現白煙，傍晚發生蒸氣噴發。 14日（22日），南側尼崎川發生火山泥流。八合目附近形成了四個新的火山口，伴隨浮石和火山碎屑流的噴發，火山反覆噴發。

### 2011年喷发

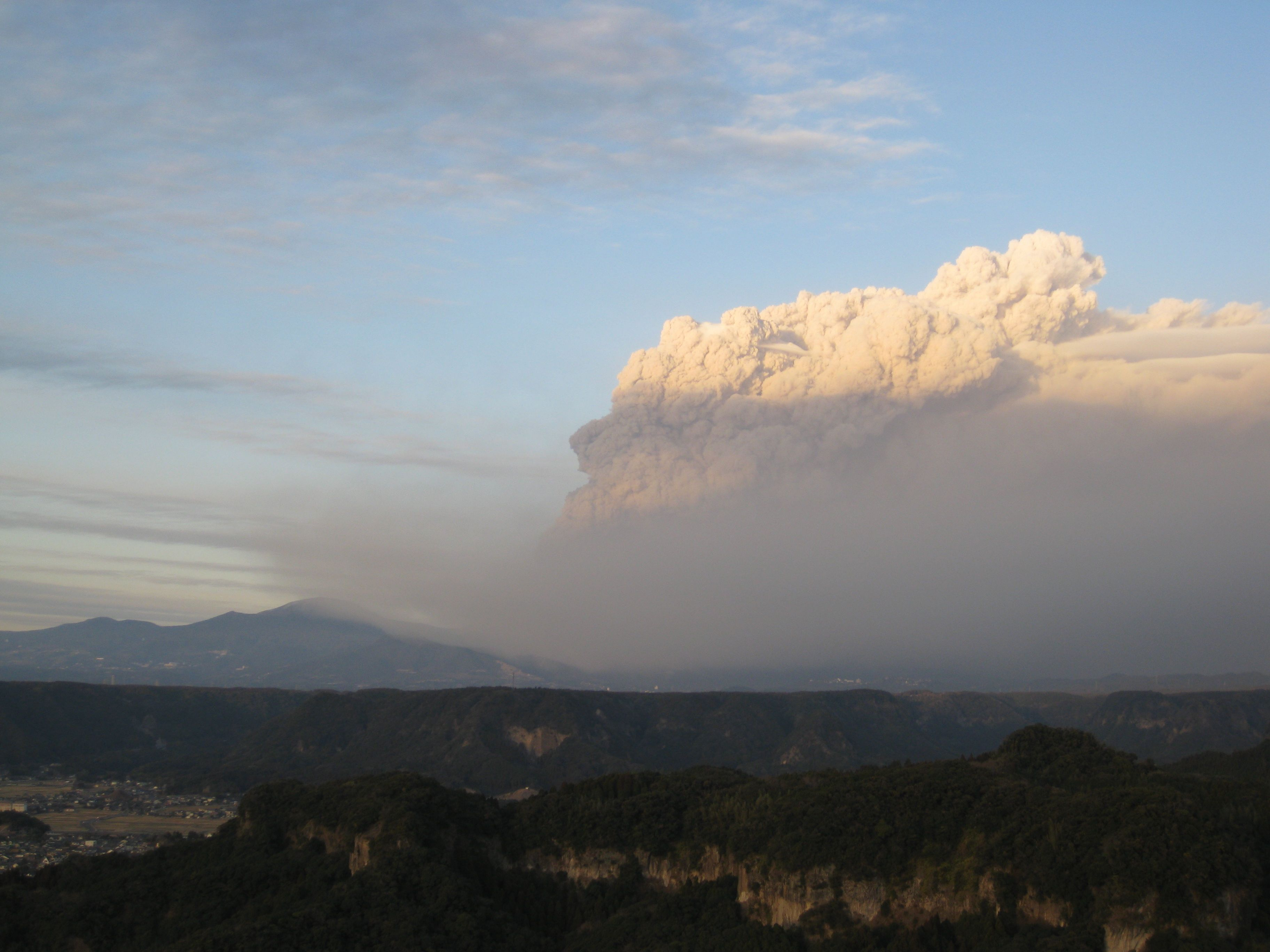
2011年1月27日喷发的情景。

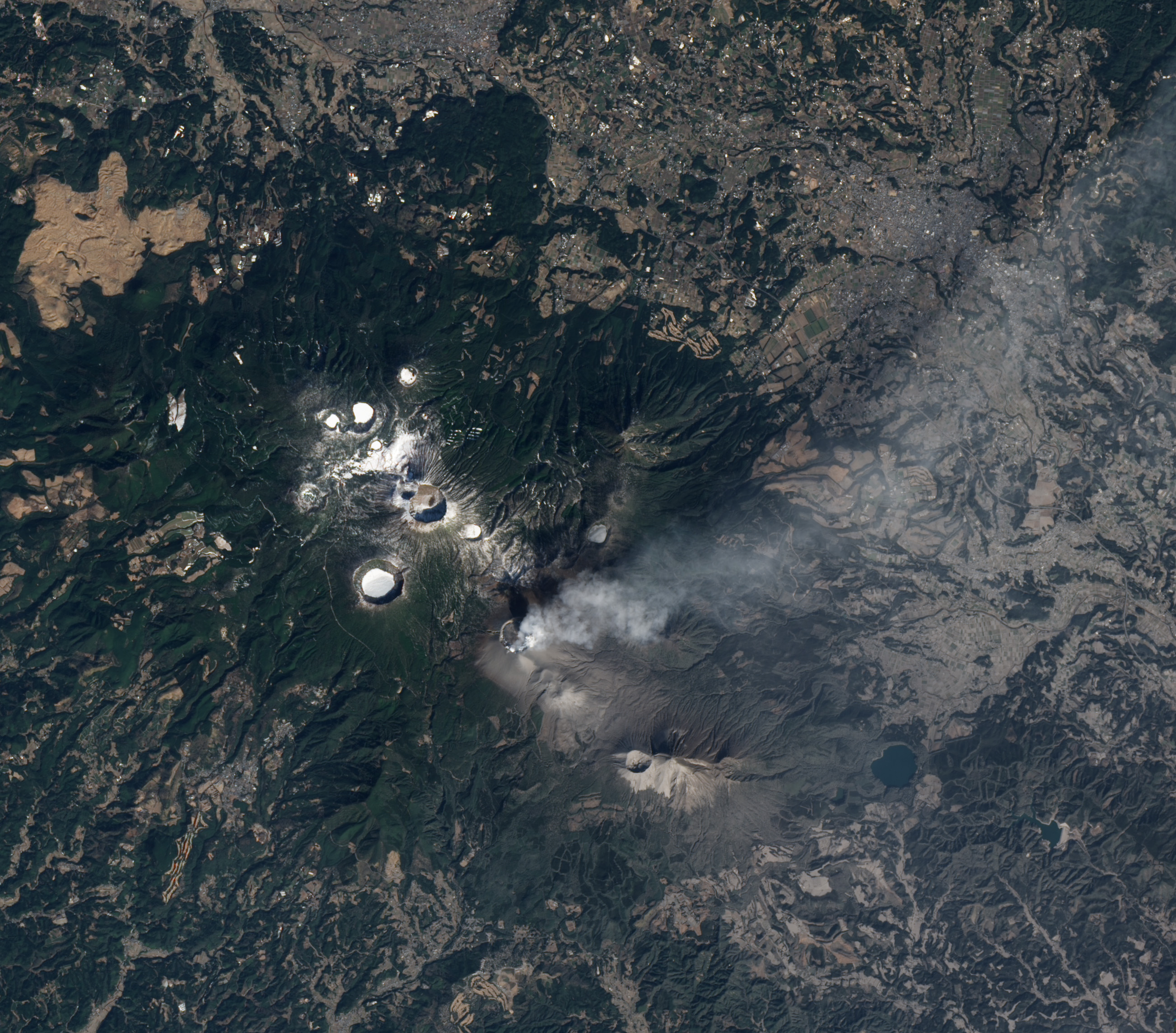
2011年1月27日喷发的情景

上次於2011年1月開始噴發。於2011年3月13日下午3點45分左右，新燃岳又開始向上噴發大約有 4,000米高度的煙塵，並夾帶著大量的火山灰與石頭。從1月26日首次爆發以來，至13日的噴發已經是第14次。
2月1日，一次更大規模的噴發噴湧而出，煙柱高達2.5 km（1.6 mi），並將火山彈拋射到距離火山口1.5 km（0.93 mi）遠的地方。
2011年2月，新燃岳火山口形成了一個熔岩穹丘。  2月17日，由於暴雨可能形成火山泥流，都城市地區發布了2,500人的疏散警告，至少有63人疏散。
3月13日，也就是2011年日本東北地方太平洋近海地震發生兩天后，這座火山再次噴發。  這次噴發迫使數百名居民疏散。

### 2017年喷发
2017年10月，火山再次爆發。

### 2018年喷发
2018年（平成30年）3月，再次爆發噴火達4500公尺。
日本立命館大學環太平洋文明研究中心教授高橋學表示，以往地震情況作為案例得出，所有大型地震都有預兆，而直下型地震、板塊型地震與火山噴發之間存在密切聯繫。新燃岳火山活動已經進入活躍期，這預示著2年內發生「巨大南海地震」的可能性極高，可能在名古屋、大阪等地引發海嘯，將致超過47萬人死亡或失踪。
2018年4月5日再度噴火達5,000公尺，同年5月14日和6月22日再次噴發。 （页面存档备份，存于）
 （页面存档备份，存于）

### 2025年火山爆發
2025年6月22日（令和7年）下午4:37左右，確認了該座火山七年來的首次噴發。  7月3日，火山煙霧達到距離火山口約5000公尺的高度。  7月6日，觀測到大量火山灰和氣體從火山口流下。然而，由於噴發量較少、山體傾斜儀未發生顯著變化以及缺乏高速噴發的證據，日本氣象廳 (JMA)決定不考慮火山碎屑流。

## 地理

### 周邊的火山
位於霧島火山群中央位置、北西有獅子戶岳（1,429米）、南東有中岳（1,332米）等山岳相連。北北西約3.7公里處有火口湖大浪池、北東約2.8公里處有大幡池。

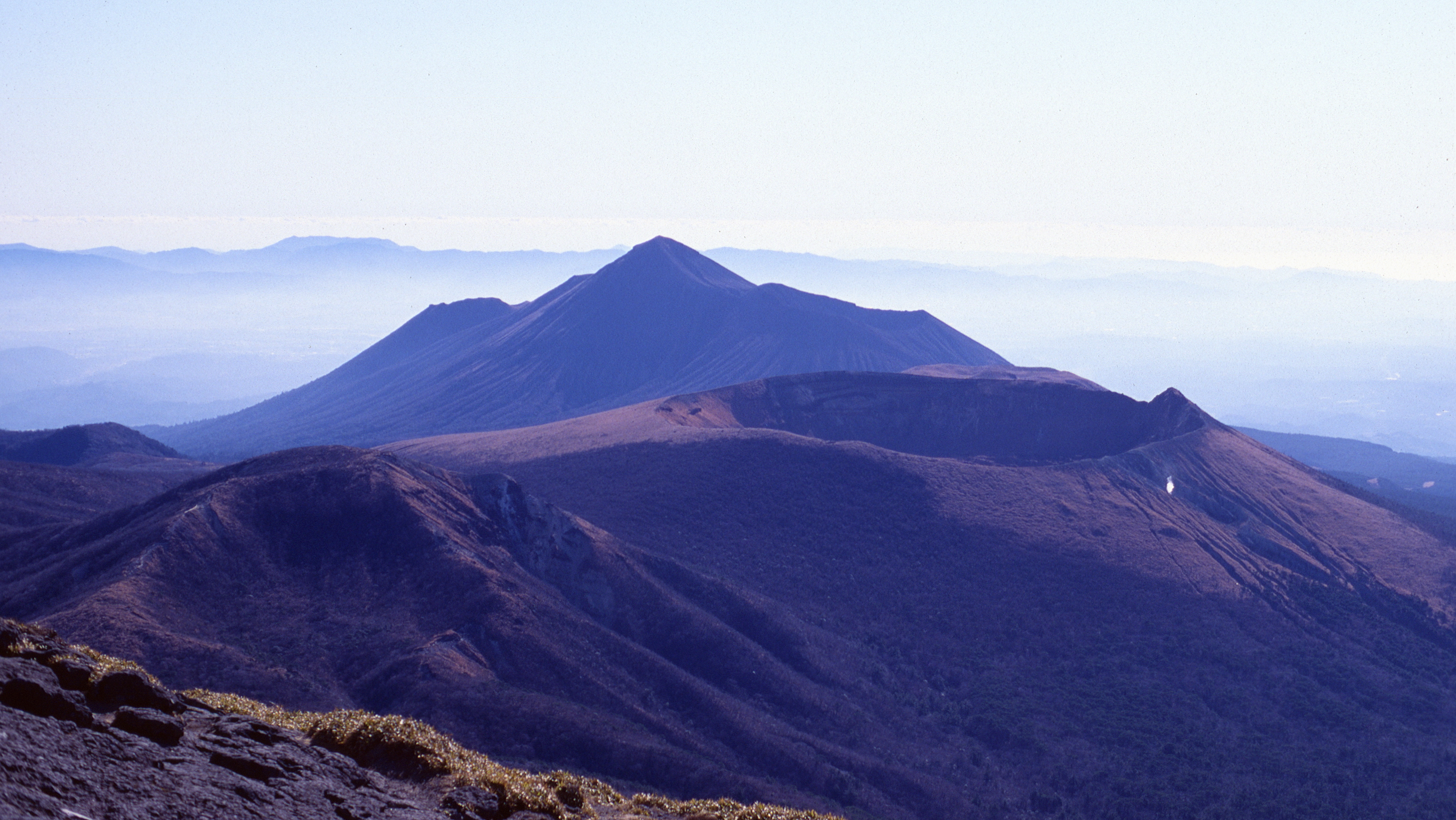
平成噴火前的新燃岳・高千穗峰。1998年、從韓國岳眺望

| 山容 | 名稱     | 標高 （m） | 三角點 等級       | 新燃岳起之 方角與距離（km） | 備考                          |
| ---- | -------- | ---------- | ----------------- | --------------------------- | ----------------------------- |
|      | 阿蘇山   | 1,592.26   | 三等              | 北西 110.0                  | 世界最大級破火山口 日本百名山 |
|      | 韓國岳   | 1,700.06   | 一等              | 北西 3.6                    | 霧島山最高峰 日本百名山       |
|      | 新燃岳   | 1,420.77   | 三等              | 0                           | 三角點點名「新燃」            |
|      | 高千穗峰 | 1,573.36   | 二等              | 南東 4.0                    | 成層火山 日本二百名山         |
|      | 櫻島     | 1,117      | （二等） 1,109.78 | 南西 40.8                   | 北岳最高點 日本二百名山       |

### 源流河川
以下源流河川流向鹿兒島灣及太平洋。
- 霧島川（天降川支流）
- 高崎川（大淀川支流）

## 防災
新燃岳仍處於活躍狀態，火山噴發預警級別等級根據情況變化而設定。最新的警戒等級可在日本氣象廳 (JMA)網站上找到。霧島山（神茂岳）和霧島山（五八岳）這兩座山分別被指定為警戒目標。地方政府也透過傳單等方式提供防災資訊。

### 觀測系統
鹿儿岛地方气象台、東京大學地震研究所、京都大學防災研究所、國立防灾科学技术研究所、國立產業技術綜合研究所持續監視該地區。

## 文化參考
1967年詹姆士·龐德電影《鐵金剛勇破火箭嶺》（You Only Live Twice）中，反派的秘密火箭基地即位於此火山。

## 外部連結
- 基準点成果等閲覧サービス （页面存档备份，存于）（国土地理院）
- 気象庁霧島山情報ページ
- 2011年1月 新燃岳（霧島火山群）の噴火 （页面存档备份，存于）（東京大学地震研究所）
- 2011年1月 霧島・新燃岳火山情報（ウェザーニュース）